# Garibald I van Beieren
Garibald I (ca. 530 - ca. 593) was de eerst bekende hertog van Beieren.
Garibald was vermoedelijk verwant aan de Merovingische koningen. Hij dankte zijn positie aan Frankische steun. Hij trouwt met Waldrada, een Longobardische prinses die eerder met de Frankische koningen Theudowald en Chlotarius I getrouwd was geweest. Chlotarius had haar echter onder druk van de geestelijkheid moeten verstoten. Het huwelijk met Waldrada zorgde bovendien voor uitstekende verhoudingen met de Longobarden.
In 568 trekken de Longobarden naar Italië waardoor ze directe buren van Garibald worden. Naarmate de spanningen tussen de Franken en de Longobarden toenemen, komt Garibald meer in het nauw. Als Garibald in 588 zijn dochter Theodelinde aan de Longobardische koning Authari wil uithuwen, wordt dit niet door de Franken geaccepteerd. Garibald zet zijn zin door maar moet daarna onder Frankische druk zijn functie overdragen aan zijn (vermoedelijke) zoon Tassilo.
Garibald en Waldrada hadden de volgende kinderen:
- Tassilo I van Beieren
- Clotarius
- Theodelinde
- Gundoald